# Melinaea aurantia
Melinaea aurantia är en fjärilsart som beskrevs av Forbes 1942. Melinaea aurantia ingår i släktet Melinaea och familjen praktfjärilar. Inga underarter finns listade i Catalogue of Life.